# Anuncjata
Anuncjata – imię żeńskie, wywodzące się z łac. annuntio, które oznacza „ogłaszać, obwieszczać, zapowiadać, zwiastować”. Początkowo imię nadawane dla upamiętnienia Zwiastowania Najświętszej Maryi Pannie.
Anuncjata imieniny obchodzi 25 marca, w dzień Zwiastowania.